# Manuela Mager
Manuela Mager, po mężu Holzapfel (ur. 11 lipca 1962 w Dreźnie) – niemiecka łyżwiarka figurowa reprezentująca NRD, startująca w parach sportowych z Uwe Bewersdorfem. Brązowa medalistka olimpijska z Lake Placid (1980), dwukrotna wicemistrzyni świata (1978, 1980), brązowa medalistka mistrzostw Europy (1978) oraz dwukrotna mistrzyni NRD (1977, 1978).
Mager i Bewersdorf byli pierwszą parą sportową, która wykonała bezbłędnie potrójnego wyrzucanego loopa.

## Osiągnięcia
Z Uwe Bewersdorfem
| Zawody               | 76–77          | 77–78          | 78–79          | 79–80          |                |                |                |                |                |                |                |                |                |                |                |                |                |
| Międzynarodowe       | Międzynarodowe | Międzynarodowe | Międzynarodowe | Międzynarodowe | Międzynarodowe | Międzynarodowe | Międzynarodowe | Międzynarodowe | Międzynarodowe | Międzynarodowe | Międzynarodowe | Międzynarodowe | Międzynarodowe | Międzynarodowe | Międzynarodowe | Międzynarodowe | Międzynarodowe |
| -------------------- | -------------- | -------------- | -------------- | -------------- | -------------- | -------------- | -------------- | -------------- | -------------- | -------------- | -------------- | -------------- | -------------- | -------------- | -------------- | -------------- | -------------- |
| Igrzyska olimpijskie |                |                |                | 3              |                |                |                |                |                |                |                |                |                |                |                |                |                |
| Mistrzostwa świata   | 5              | 2              |                | 2              |                |                |                |                |                |                |                |                |                |                |                |                |                |
| Mistrzostwa Europy   | 4              | 3              |                | 5              |                |                |                |                |                |                |                |                |                |                |                |                |                |
| Prize of Moscow News | 1              | 1              |                | 2              |                |                |                |                |                |                |                |                |                |                |                |                |                |
| Krajowe              |                |                |                |                |                |                |                |                |                |                |                |                |                |                |                |                |                |
| Mistrzostwa NRD      | 1              | 1              |                | 2              |                |                |                |                |                |                |                |                |                |                |                |                |                |